# ميناء الشحر
ميناء الشحر وهو أحد الموانئ الرئيسية لتصدير النفط في اليمن، ويقع هذا الميناء على الساحل الجنوبي الشرقي لليمن على بحر العرب بالقرب من مدينة الشحر يبعد عن المكلا حوالي 15 كيلو متر شرقاً، كما يبعد عن مدينة عدن حوالي 426 كلو متر،  وهو مؤهل لتحميل وشحن السفن بالنفط الخام لأغراض التصدير من نفط خام مزيج من قطاع 14 بالمسيلة، ونفط شرق شبوة قطاع (10) ونفط حواريم (32) وغيرها من الحقول المجاورة (53 ، 51)، عبر خط يمتد على مسافة (138) كيلو متر بقطر (24-36) بوصة، يوجد في هذا الميناء 5 خزانات السعة الكلية لكل خزان 5.000 برميل، كما يُوجد أكبر خزان سعته مليون برميل، وأنشئ الميناء في 1993.

## نبذة
تقدر مساحة الميناء بحوالي 1,790,000 متر مربع غير شاملة نقطة التحميل العائمة، وتقوم شركة كنديان نيكسن بتروليوم المحدودة صاحبة الامتياز في قطاع 14 بالمسيلة بتشغيله.